# Stazione di Tarquinia
La stazione di Tarquinia è una stazione ferroviaria posta lungo la ferrovia Tirrenica, che serve la città di Tarquinia, il cui centro cittadino è distante circa tre chilometri. Approssimativamente alla stessa distanza sorge la frazione balneare di Tarquinia Lido.
La gestione degli impianti è affidata a Rete Ferroviaria Italiana società del gruppo Ferrovie dello Stato, che classifica la stazione nella categoria "Silver".

## Storia
Fino al 1922 era denominata "Corneto"; in tale anno assunse la nuova denominazione di "Tarquinia".

## Strutture e impianti
Il piazzale è composto da quattro binari. I primi due sono passanti e dedicati al servizio passeggeri (il primo per i treni in direzione Roma, il secondo per quelli in direzione Pisa); il terzo è utilizzato per le precedenze, mentre il quarto era riservato al servizio merci, ormai inesistente. 

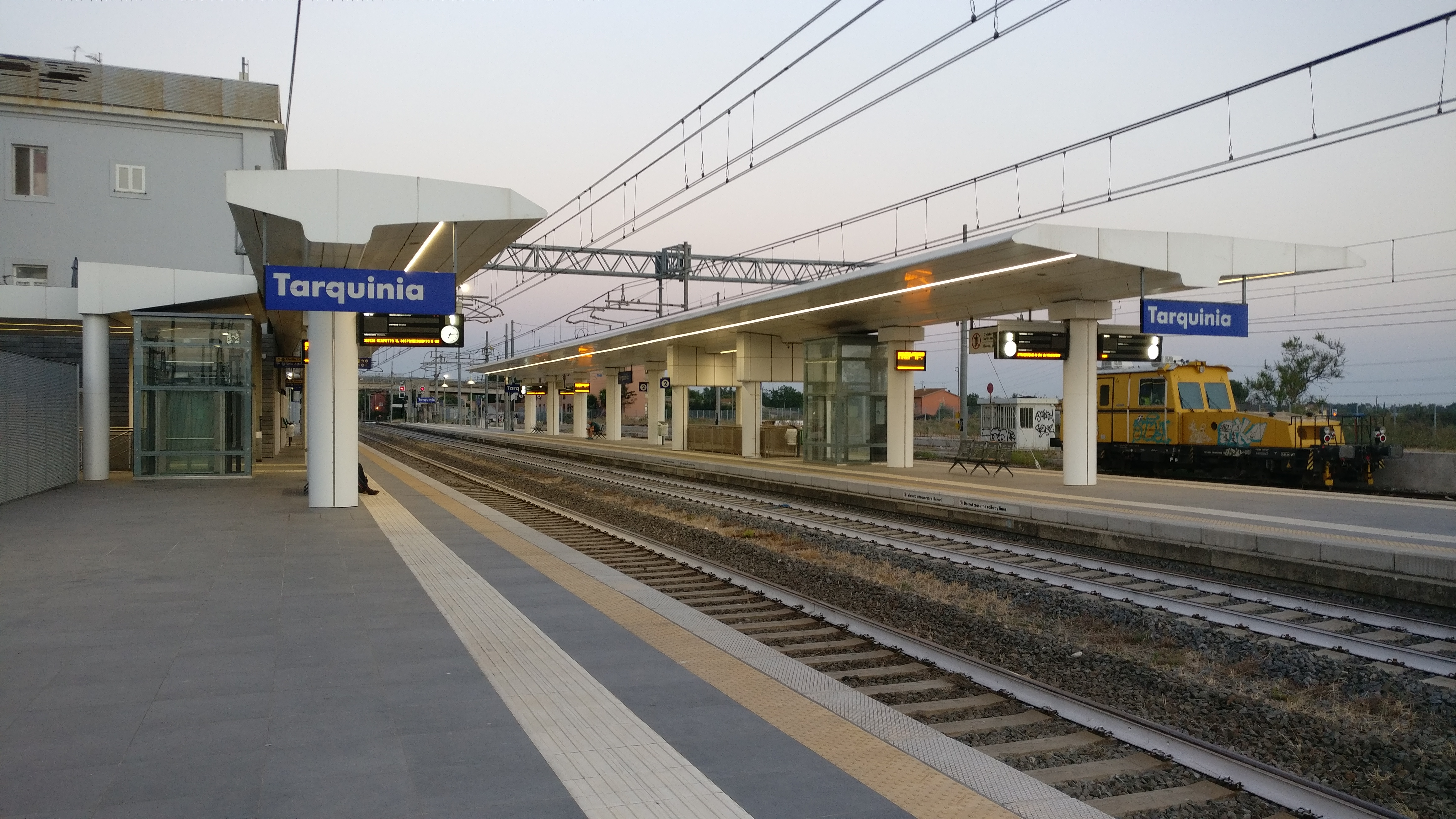
Panoramica del piano del ferro della stazione di Tarquinia dopo i lavori di ristrutturazione del 2019

Sulla banchina di quest'ultimo binario, che oggi viene saltuariamente utilizzato per il ricovero dei carri merci, è ancora presente il piano caricatore in discreto stato. In occasione di esercitazioni militari nel vicino poligono di tiro di Pian di Spille, il quarto binario e il piano caricatore vengono utilizzati per il carico/scarico di mezzi blindati pesanti. Fino agli anni '40 esisteva un binario che congiungeva la stazione di Tarquinia alla polveriera militare sita in località Montecatini. Ancora oggi all'interno del parco del ristorante Valle del Marta si può ammirare una galleria, oggi adibita a sala ricettiva, che faceva parte del vecchio tracciato ferroviario.

## Movimento passeggeri e ferroviario
Nonostante la sua posizione decentrata rispetto all'abitato, è abbastanza utilizzata. Vi fermano tutti i treni regionali e regionali veloci, diretti a Roma Termini, Montalto di Castro, Grosseto e Pisa Centrale.
Sono previsti inoltre tre collegamenti giornalieri con destinazione rispettivamente presso le stazioni di Orbetello-Monte Argentario, Grosseto e Civitavecchia mediante autobus. Il servizio è gestito dalla società Busitalia-Sita Nord del gruppo Trenitalia.

## Servizi
La stazione dispone di:
- Biglietteria automatica
- Sala d'attesa
- Parcheggio di scambio
- Sottopassaggio
- Accessibilità per persone con disabilità motorie
- Annuncio sonoro arrivo e partenza treni
- Linee urbane